# Gestión del conocimiento personal
La gestión del conocimiento personal ( PKM ) es un conjunto de procesos que un individuo necesita llevar a cabo para recopilar, clasificar, almacenar, buscar, recuperar y compartir conocimientos en sus actividades diarias (Grundspenkis, 2007) y la forma en que estos procesos apoyan las actividades laborales (Wright, 2005). Es una respuesta a la idea de que los trabajadores del conocimiento deben ser responsables de su propio crecimiento y aprendizaje (Smedley, 2009)   . Es un enfoque ascendente para la gestión del conocimiento (KM) (Pollard, 2008)   .

## Historia y antecedentes
Aunque ya en 1998 Davenport escribió sobre la importancia que tiene para la productividad de los trabajadores comprender los procesos de conocimiento individuales (citado en Zhang, 2009 ), el término gestión del conocimiento personal parece ser relativamente nuevo. Su origen se puede rastrear en un documento de trabajo de Frand y Hixon (1999) .
PKM integra la gestión de la información personal (PIM), centrada en las habilidades individuales, con la gestión del conocimiento (KM), además de aportaciones de una variedad de disciplinas como la psicología cognitiva, la gestión y la filosofía (Pauleen, 2009)   . Desde una perspectiva organizacional, la comprensión del campo se ha desarrollado a la luz de la expansión del conocimiento sobre las capacidades cognitivas humanas y la permeabilidad de los límites organizacionales. Desde una perspectiva metacognitiva, compara varias modalidades dentro de la cognición humana en cuanto a su competencia y eficacia (Sheridan, 2008)   . Es un área poco investigada (Pauleen, 2009)   . Más recientemente, se han realizado investigaciones para ayudar a comprender "el papel potencial de las tecnologías Web 2.0 para aprovechar y gestionar el conocimiento personal" (Razmerita, Kirchner y Sudzina, 2009)   . La Gran Dimisión ha ampliado la categoría de trabajadores del conocimiento y se prevé que aumentará la demanda de gestión del conocimiento personal en el futuro (Serenko, 2023).

## Modelos
Dorsey (2001) identificó la recuperación de información, la evaluación y valoración, la organización, el análisis, la presentación, la seguridad y la colaboración como esenciales para PKM (citado en Zhang, 2009).
El modelo de Wright involucra cuatro dominios interrelacionados: analítico, informativo, social y de aprendizaje. El dominio analítico involucra competencias como interpretación, visualización, aplicación, creación y contextualización. La dimensión de la información comprende la fuente, la evaluación, la organización, la agregación y la comunicación de la información. La dimensión social implica encontrar y colaborar con personas, el desarrollo de redes cercanas y extendidas así como la interacción. La dimensión de aprendizaje implica ampliar el reconocimiento de patrones y las capacidades de dar sentido, la reflexión, el desarrollo de nuevos conocimientos, la mejora de habilidades y la extensión a otros. Este modelo enfatiza la importancia tanto de las redes de enlace como de puente (Wright, 2007)   .
En el modelo SECI de dimensiones del conocimiento de Nonaka y Takeuchi (ver gestión del conocimiento ), el conocimiento puede ser tácito o explícito, y la interacción de ambos da como resultado nuevos conocimientos (Nonaka y Takeuchi, 1995). Smedley ha desarrollado un modelo PKM basado en el modelo de Nonaka y colegas en el que un experto brinda dirección mientras una comunidad de práctica brinda apoyo para la creación de conocimiento personal (Smedley, 2009). La confianza es fundamental para compartir conocimientos en este modelo. Nonaka ha regresado a su trabajo inicial en un intento de desarrollar aún más sus ideas sobre la creación de conocimiento (Nonaka y von Krogh, 2009)
La gestión del conocimiento personal también puede verse en dos dimensiones principales: conocimiento personal y gestión personal (Zhang, 2009). Zhang ha desarrollado un modelo de PKM en relación con la gestión del conocimiento organizacional (OKM) que considera dos ejes de propiedades del conocimiento y perspectivas de gestión, ya sea organizacional o personal. Estos aspectos del conocimiento organizacional y personal están interconectados a través del proceso OAPI (organizacionalizar, agregar, personalizar e individualizar), mediante el cual el conocimiento organizacional se personaliza e individualiza y el conocimiento personal se agrega y operacionaliza como conocimiento organizacional (Zhang, 2009).

## Crítica
No está claro si PKM es algo más que un nuevo contenedor para la gestión de información personal (PIM). William Jones argumentó que solo se puede gestionar la información personal como recurso tangible, mientras que el conocimiento personal no (Jones, 2010)   . Dave Snowden ha afirmado que la mayoría de las personas no pueden gestionar su conocimiento en el sentido tradicional de "administrar" y ha abogado por pensar en términos de creación de sentido en lugar de PKM (Snowden y Pauleen, 2008). El conocimiento no es únicamente un producto individual: emerge a través de conexiones, diálogo e interacción social (ver Sociología del conocimiento ). Sin embargo, en el modelo de Wright, PKM implica la aplicación a la resolución de problemas de dimensiones analíticas, de información, sociales y de aprendizaje, que están interrelacionadas (Wright, 2007)  , y por lo tanto son inherentemente sociales.
Un objetivo de PKM es "ayudar a las personas a ser más eficaces en entornos personales, organizacionales y sociales" (Pauleen, 2009, p. 221), a menudo mediante el uso de tecnología como software de redes. Se ha argumentado, sin embargo, que la ecuación de PKM con tecnología ha limitado el valor y la utilidad del concepto (por ejemplo, Pollard, 2008, Snowden y Pauleen, 2008 ).
En 2012, Mohamed Chatti introdujo el modelo de red de conocimiento personal (PKN) en la KM como una perspectiva alternativa a la PKM, basada en los conceptos de red de conocimiento personal y ecología del conocimiento (Chatti, 2012)   .

## Habilidades
Las habilidades asociadas con la gestión del conocimiento personal incluyen:
- Habilidades de colaboración . Coordinación, sincronización, experimentación, cooperación y diseño .
- Habilidades de comunicación. Percepción, intuición, expresión, visualización e interpretación .
- Habilidades creativas. Imaginación, reconocimiento de patrones, apreciación, innovación, inferencia. Comprensión de sistemas adaptativos complejos .
- Alfabetización informacional . Comprender qué información es importante y cómo encontrar información desconocida.
- Gestionar el aprendizaje. Gestionar cómo y cuándo aprende el individuo.
- Redes de Contactos. Saber lo que sabe tu red de personas. Saber quién podría tener conocimientos y recursos adicionales para ayudarle
- Habilidades organizativas. Bibliotecología personal. Categorización personal y taxonomías .
- Reflexión. Mejora continua de cómo opera el individuo.
- Habilidades de investigación, sondeo, atención, entrevista y observación en "antropología cultural"

## Herramientas
Algunas organizaciones están introduciendo "sistemas" PKM con algunos o todos los cuatro componentes:[cita requerida]</link>
- Gestión de contenido : procesos de taxonomía y herramientas de búsqueda de escritorio que permiten a los empleados suscribirse, buscar, organizar y publicar información que reside en sus escritorios.
- Sondeo justo a tiempo: plantillas y listas de sondeo por correo electrónico que permiten a las personas identificar y conectarse con los expertos y conocimientos adecuados de forma rápida y eficaz.
- Recolección de conocimiento: herramientas de software que recopilan automáticamente el conocimiento apropiado que reside en los discos duros de los expertos en la materia.
- Mejora de la productividad personal: ferias de conocimiento y 101 sesiones de formación para ayudar a cada empleado a hacer un uso personal más eficaz de los recursos de conocimiento, aprendizaje y tecnología disponibles en el contexto de su trabajo.

PKM también se ha vinculado a estas herramientas:[cita requerida]</link>
- Correo electrónico, calendarios, administradores de tareas.
- Registros de conocimiento (k-logs)
- Marcadores sociales y marcadores empresariales
- asistentes virtuales
- Wikis, incluidos wikis personales y wikis semánticos
- Anotaciones web

Otras herramientas útiles incluyen historias e investigación narrativa, sistemas de apoyo a la toma de decisiones, varios tipos de diagramas de vínculos de nodos (como mapas argumentales, mapas mentales, mapas conceptuales ) y técnicas similares de visualización de información. Los individuos utilizan estas herramientas para capturar ideas, conocimientos, experiencias, opiniones o pensamientos, y esta "expresación" fomentará la diversidad cognitiva y promoverá intercambios libres fuera de un depósito de conocimientos centralizado y vigilado.[cita requerida] El objetivo es facilitar el intercambio de conocimientos y la gestión de contenidos personales.